# 遗失球
在板球运动中，如果比赛中的球无法找回或无法恢复，那么就可称其为遗失球。那么比赛就得按照板球规则第20条而进行。
此条规则规定遗失失的球立即在比赛中停用。在板球赛中，同一个球只能在一场比赛中使用，而且仅仅只有在以下几种情况下才可以更换：由于多次（在测试赛中480次）的投掷之后，防守队长要求更换；或者由于球遭到了损坏。同样，球上的磨损程度决定了它在空中以及在赛场中的表现状况。正由于此，出现“遗失球”情况的时候，第20条规则就要求裁判更换一个与前一个球具有相等磨损程度的球。
当“遗失球”被宣布时，如果投球不公平（见歪球和废球），击球方可以保留已经宣称的任何罚分,加上6分不公平得分或者不管在“遗失球”宣称之前的实际跑分数。
在职业板球中, 宣称“遗失球”不太常见., 如今只有在板球赛场包括养兔场、鼹鼠丘以及其他类似场所的娱乐性比赛，或者在赛场中有一个树，当球撞树的时候，在没有任何有关规则的比赛中才会出现“遗失球”。以前的“遗失球”只出现在球无法找到的时候。这就导致在一些当地荒谬的比赛中，当防守方拿出梯子爬上树去取掉在树上的球的时候，击球手便会赢得大量分数。（该遗失不被视为遗失球，因为它显然可见。）当今版本的板球 规则防止有这种做法，因为现在只有当没有外界帮助时球无法找到的时候，才会宣称“遗失球”

## 请参阅
板球比赛规则